# Vincent Audren de Kerdrel

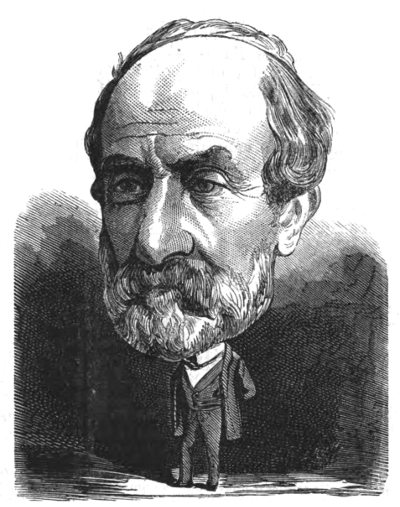
Vincent Audren de Kerdrel, karikatyr av Georges Lafosse.

Vincent Paul Marie Casimir Audren de Kerdrel, född den 27 september 1815 i Lorient, död den 22 december 1899 i Paris, var en fransk politiker.
Audren de Kerdrel utgav i Rennes en legitimistisk tidning vid republikens utropande 1848 samt var ombud för Ille-et-Vilaine först i den konstituerande församlingen, därefter i den lagstiftande och slutligen i Corps législatif 1852, där han röstade med högern. Missnöjd med kejsardömets återupprättande, avsade han sig uppdraget den 22 november samma år och drog sig ifrån politiken. Den 8 februari 1871 vald till representant i nationalförsamlingen för både Ilie-et-Vilaine och Morbihan, antog han det senare valet och blev den 1 december 1874 vicepresident i denna kammare. Audren de Kerdrel var en svuren fiende till republiken och räknades bland monarkisternas främsta talare. Han valdes till senator den 30 januari 1876 och till senatens vicepresident den 13 mars samma år samt bekämpade de republikanska kabinetten och bidrog väsentligt till Jules Simons störtande. Audren de Kerdrel återvaldes till senaten den 5 januari 1879, men efterträddes som vicepresident av general Ladmirault. Han satt kvar i senaten till sin död.